# پرطوطی (گیاه)
پرطوطی (نام علمی: Myriophyllum aquaticum) یک گیاه گلدار، دولپه‌ای آوندی است که معمولاً پرطوطی و پرطوطی آب‌میل‌فویل نامیده می‌شود.